# Nurtas Ongdasynow
Nurtas Dändybajuły Ongdasynow (kaz. Нұртас Дәндібайұлы Оңдасынов ros. Нуртас Дандибаевич Ундасынов; ur. 26 października 1904 we wsi Üszkajyk (obecnie w Turkiestanie), zm. 1 listopada 1989 w Moskwie) – radziecki i kazachski polityk, premier Kazachskiej SRR w latach 1938–1951, przewodniczący Prezydium Rady Najwyższej Kazachskiej SRR w latach 1954–1955.
Od 1916 mieszkał w Taszkencie, gdzie w 1927 ukończył technikum leśnicze, a w 1930–1934 studiował w Środkowoazjatyckim Instytucie Irygacyjnym. W 1926 wstąpił do WKP(b). W 1938 przewodniczący Komitetu Wykonawczego obwodu wschodniokazachstańskiego, od 17 lipca 1938 do września 1951 premier Kazachskiej SRR. Następnie przez 2 lata studiował w Wyższej Szkole Partyjnej w Moskwie. Od 23 marca 1954 do 31 marca 1955 przewodniczący Prezydium Rady Najwyższej Kazachskiej SRR. W 1955–1957 przewodniczący Komitetu Wykonawczego Obwodu Gurjewskiego (obecnie obwód atyrauski), w 1957–1962 I sekretarz Komitetu Obwodowego Komunistycznej Partii Kazachstanu w Gurjewie (Atyrau). Później na emeryturze.
W 1939–1952 także członek Centralnej Komisji Rewizyjnej WKP(b). Deputowany do Rady Najwyższej ZSRR od 1 do 4 kadencji.

## Odznaczenia
- Order Lenina (trzykrotnie)
- Order Czerwonego Sztandaru Pracy (dwukrotnie)
- Medal „Za ofiarną pracę w Wielkiej Wojnie Ojczyźnianej 1941–1945”